# Авъл Лициний Нерва Силиан (консул 65 г.)
Авъл Лициний Нерва Силиан (на латински: Aulus Licinius Nerva Silianus) e политик и сенатор на Римската империя по времето на император Нерон.
Произлиза от клон Нерва (Silii Nervae) на фамилията Силии. Вероятно е внук на Авъл Лициний Нерва Силиан (консул 7 г.) и син на Публий Силий Нерва (консул 28 г.) и е осиновен от Авъл Лициний.
През 65 г. от януари до април е консул заедно с Марк Юлий Вестин Атик.